# Entephria flavicincta
Entephria flavicincta är en fjärilsart som beskrevs av Stanislaus Klemensiewicz. Entephria flavicincta ingår i släktet Entephria och familjen mätare. Inga underarter finns listade i Catalogue of Life.